# Thomas Steinert
Thomas Steinert (* 15. März 1949 in Burgstädt; † 26. Oktober 2022) war ein deutscher Fotograf.

## Leben und Werk
Steinert wuchs in Taura auf. Nach seinem dortigen Schulbesuch absolvierte er zwischen 1965 und 1968 eine Berufsausbildung zum Metallhüttenfacharbeiter mit Abitur im sächsischen Freiberg. Anschließend arbeitete er zwei Jahre in der VEB Gießerei Rudolf Harlaß Karl-Marx-Stadt. Von 1970 bis 1972 leistete Steinert in Sondershausen seinen Grundwehrdienst in der Nationalen Volksarmee ab. Danach studierte er von 1972 bis 1977 Fotografie an der Hochschule für Grafik und Buchkunst. Nach seinem Abschluss mit Diplom als Fotografiker (Thema der Arbeit: „Fotografie und Wahrheit“) wurde er 1978 Mitglied im Verband Bildender Künstler der DDR, dem er bis 1990 angehörte, und arbeitete als freier Fotograf in Leipzig.
Bereits ab Ende der 1960er Jahre fertigte Steinert mit Bildern aus DDR-Illustrierten politische Collagen und Fotomontagen an. Ab 1969 hielt er bildlich das Alltagsleben vor allem im Leipziger Stadtteil Connewitz fest, in dem er lange Zeit lebte. Als Auftragsarbeiten fotografierte Steinert z. B. das Bitterfelder Bergbaurevier oder die Leipziger Friedhöfe im Rahmen einer republikweiten Erfassung von Grabdenkmälern. Einen größeren Bekanntheitsgrad erlangte Thomas Steinert ab den 2000er Jahren, in dieser Zeit wurden vor allem seine Fotografien aus DDR-Zeiten wiederentdeckt.
Werke des Fotografen befinden sich u. a. in der Sammlung Gabriele Koenig - Ostdeutsche Fotografie (Aachen), in der Deutsche Börse Photography Foundation (Frankfurt am Main), im Sächsischen Kunstfonds, in der VNGart, Sammlung Fotografie (Leipzig) sowie in der Kunstsammlung - Kunsthalle der Sparkasse Leipzig. Den Vorlass von Thomas Steinert erwarb das Museum der bildenden Künste in Leipzig.

## Ausstellungen (unvollständig)

### Einzelausstellungen
(Quelle: )
- 1992: Ringgalerie Leipzig[4]
- 2001: Kunstverein Leipzig
- 2002: Galerie Lichtung Halle (Saale)[4]
- 2006: Damals in Connewitz. Leipzig in den achtziger Jahren, Stadtgeschichtliches Museum Leipzig
- 2008: Wie man wird, was man ist. 30 Selbstporträts 1969–1999, Filipp Rosbach Galerie Leipzig
- 2009: Thomas Steinert. Leben in Leipzig 1969–1995, Museum Schloss Moritzburg Zeitz
- 2009: War das ein Leben - behind the Iron Curtain, Mummery + Schnelle Gallery London
- 2009: War das ein Leben - hinter dem Eisernen Vorhang, Kunstverein Eislingen
- 2009: Dionysos war hier, Filipp Rosbach Galerie Leipzig
- 2010: Thomas Steinert – sehenden Auges, Filipp Rosbach Galerie Leipzig
- 2011: Katastrophenschutz, Filipp Rosbach Galerie Leipzig
- 2013: unterwegs mit Richard Wagner, Josef Filipp Galerie Leipzig[5]
- 2016: unterwegs mit Friedrich Nietzsche – Bilder aus einem unveröffentlichten Buch, Josef Filipp Galerie Leipzig[6]
- 2017: Et in Arcadia Ego, Josef Filipp Galerie Leipzig[7]
- 2018: Wende Zeiten, Josef Filipp Galerie Leipzig[8]

### Gruppenausstellungen

#### Zentrale und wichtige regionale Ausstellungen in der DDR
- 1981: Karl-Marx-Stadt, Ausstellungshalle 2 am Schlossteich („Junge Künstler der DDR ´81“)
- 1984: Leipzig, Informationszentrum am Sachsenplatz („Junge Künstler des Bezirks Leipzig. Gebrauchsgrafik – Formgestaltung – Kunsthandwerk – Szenografie“)
- 1985: Leipzig, Bezirkskunstausstellung

#### Seit der deutschen Wiedervereinigung
(Quelle: )
- 2003: XPOSE3, Messehof Leipzig[4]
- 2006: Grand Ouvert, Filipp Rosbach Galerie Leipzig
- 2009: Die andere Leipziger Schule. Fotografie in der DDR, Kunsthalle Erfurt
- 2009: EAST – Zu Protokoll, Museum der bildenden Künste Leipzig
- 2009: EAST – For the record, Galerie für Zeitgenössische Kunst
- 2011: Leipzig. Fotografie seit 1839, Museum der bildenden Künste
- 2012: 20 Jahre Conne Island, Conne Island[9]
- 2017: Im Moment. Fotografien aus Sachsen und der Lausitz, Staatliche Kunstsammlungen Dresden, Kulturhistorisches Museum Görlitz[10]
- 2020: Schaufenster II: Momentaufnahmen. Fotografien aus Sachsen und der Lausitz, Verbindungsbüro des Freistaates Sachsen, Prag[11]
- 2021: 1950–1980. Fotografie aus Leipzig, Museum der bildenden Künste[12]

## Publikationen (Auswahl)
- Im Schönen sterben. Bilder vom Südfriedhof. In: Leipziger Blätter 16 (1990), ISBN 3-363-00482-6, S. 42–47.
- mit Wolfgang Knape: Vom Südfriedhof erzählen. Geschichte und Geschichten, Spaziergang und Lebenszeichen. Verlag Kunst und Touristik, Leipzig 1993, ISBN 3-928802-15-1.
- Connewitzer Welttheater. Fotografien 1969–1994 (= Bilder und Zeiten 2). Lehmstedt, Leipzig 2006, ISBN 3-937146-34-2.
- Dionysos war hier. Ein Foto-Essay über Leben und Werk des Dichters Ernst Ortlepp. 1800–1864. Pro Leipzig, Leipzig 2010, ISBN 978-3-936508-57-4.
- sehenden Auges. Fotografien aus Leipzig 1969–1995. Mitteldeutscher Verlag, Halle (Saale) 2011, ISBN 978-3-89812-761-5.